# Arlberg Schnellstraße
Droga ekspresowa S16 (niem. Schnellstraße S16) także Arlberg Schnellstraße – droga ekspresowa w Austrii w ciągu trasy europejskiej E60.
Droga łączy dolinę Innu z doliną Walgau. Przebiega tunelem pod przełęczą Arlberg. Przejazd tym tunelem jest płatny. Punkt Poboru Opłat znajduje się w pobliżu miejscowości Sankt Anton am Arlberg. Droga jest fragmentem trasy przebiegającej przez Austrię zachodnią (Tyrol i Vorarlberg), na którą składają się też autostrady A12 i A14.